# Килимов, Асылбек Сахтаббергенович
Килимов Асылбек Сактапбергенович — советский и казахстанский боксёр. Член Олимпийской сборной команды СССР 1984 года. Мастер спорта СССР международного класса (1984). Залуженный мастер спорта Республики Казахстан. Заслуженный тренер Казахской ССР (1991).

## Достижения
Победитель первенств СССР среди юношей
- 1979 — Бельцы
- 1980 — Караганда
- 1981 — Харьков
- 1981 — Каунас (Спартакиада школьников СССР)
- 1981 — Победитель международных турниров в Польше, КНДР, Турции

Победитель первенства СССР среди юниоров
- 1982 — Пенза
- 1982 — Бронзовый призёр Чемпионата Европы среди юниоров (ГДР)
- 1982 — Победитель международных турниров в ГДР, Чехословакии, Финляндии
- 1983 — Участник матчевых встреч в США
- 1983 — Победитель международного турнира «Кубок короля» в Таиланде
- 1983 — Участник VIII Спартакиады народов СССР
- 1983 — Победитель международного турнира «Ринг Софии» в Болгарии
- 1984 — Победитель матчевой встречи СССР — США
- 1984 — Чемпион СССР, обладатель олимпийской путевки, (Ташкент)
- 1984 — Победитель Кубка СССР Ярославль
- 1985 — Участник матчевых встреч в США
- 1985 — Серебряный призёр Чемпионата СССР (Ереван)
- 1986 — Серебряный призёр Чемпионата СССР (Алма-Ата)
- 1987 — Победитель международного турнира «Ринг Софии» (Болгария)

Иное
- 1982 — Приглашение английских промоутеров в профессионалы
- 1984 — Первый в Европейском (European Ranking List) и трёх мировых рейтингах (A.I.P.S., Boxing illustrated, Amatuer Boxing) в весе до 75 кг
- 196 поединков/186 побед — 82 % досрочно

## Карьера тренера
- 1988—1990: Государственный тренер Госкомспорта СССР по Казахской ССР (юноши, юниоры)
- 1990—1991: Государственный тренер Госкомспорта СССР по Казахской ССР (взрослые)
- 1990—1991: Член технической комиссии EABA — Европейской Ассоциации Любительского Бокса
- 1991: Сборная команда Казахской ССР заняла 1-е командное место на Х Спартакиаде народов СССР — впервые в истории бокса СССР